# Seven Steps to Heaven
Seven Steps to Heaven – album Milesa Davisa wydany w roku 1963.

## Utwory
| 1. | Basin Street Blues                | 10:30 |
|    |                                   |       |
| 2. | Seven Steps to Heaven             | 6:26  |
|    |                                   |       |
| 3. | I Fall in Love Too Easily         | 6:46  |
|    |                                   |       |
| 4. | So Near, So Far                   | 6:59  |
|    |                                   |       |
| 5. | Baby, Won't You Please Come Home? | 8:28  |
|    |                                   |       |
| 6. | Joshua                            | 7:00  |
|    |                                   |       |
|    |                                   | 46:09 |
|    |                                   |       |

## Wykonawcy
- Miles Davis – trąbka
- George Coleman – saksofon tenorowy (ścieżki 2, 4, 6)
- Victor Feldman – fortepian (ścieżki 1, 3, 5)
- Herbie Hancock – fortepian (ścieżki 2, 4, 6)
- Ron Carter – bas
- Frank Butler – perkusja (ścieżki 1, 3, 5)
- Tony Williams – perkusja (ścieżki 2, 4, 6)